# نهى عابدين
نهى عابدين (25 أكتوبر 1988 -)، ممثلة مصرية.

## عن حياتها
لها أخت واحدة، تدرس في نفس المجال الفني نسمة عابدين، تزوجت من الفنان السوري حازم زيدان عام 2014 وانجبت منه ابناً اسمُه أيمن على اسم جده (والد حازم زيدان) الفنان السوري القدير أيمن زيدان لكنهما انفصلا عام 2017 وبقي ابنه في حضاتها

### حياتها الفنية
قامت بالاشتراك في بطولة فيلم سفاري بطولة أحمد بدير عام 2010 وفي نفس العام شاركت في مسلسل طوق النجاة بطولة فيفي عبده
في عام 2011 شاركت في مسلسل تلك الليلة بطولة حسين فهمي
في عام 2012 شاركت في مسلسل سيدنا السيد بطولة جمال سليمان وفي نفس العام شاركت في مسلسل كاريوكا بطولة وفاء عامر
في عام 2013 شاركت في مسلسل ميراث الريح بطولة محمود حميدة وفي نفس العام شاركت في مسلسل لعبة الموت بطولة ماجد المصري
وفي نفس العام تألقت في تقديم البرنامج الكوميدي الشهير فلفل شطة وهو كان أكثر برنامج كوميدي ناجح في رمضان 2013 وزادت عدد مشاهده من جميع الدول العربية حيث كانت تقوم بدور البطولة مع أحمد محسن، كان برنامج فلفل شطة ارتجالي بالكامل بمجرد دخول الضيفة كل شيء بيكون على الهواء - شاركت في مسلسل حق ميت 

## أعمالها

### في السينما
- 2010: سفاري
- 2019: الكنز ج2: الحب والمصير
- 2020: الحارث
- 2022: يوم 13

### في التلفزيون
- 2010: طوق النجاة
- 2011: تلك الليلة
- 2012: سيدنا السيد
- 2012: كاريوكا
- 2013: ميراث الريح
- 2013: لعبة الموت
- 2014: فرق توقيت
- 2015:أولاد السيدة
- 2015 :الكابوس
- 2015 :حق ميت
- 2016: ونوس
- 2017: حلاوة الدنيا
- 2017:عشم إبليس
- 2018:لدينا أقوال أخرى
- 2018: أمر واقع
- 2018: الشارع اللي ورانا
- 2018: طلعت روحي
- 2018: منطقة محرمة
- 2019: حرملك
- 2019: قابيل
- 2019: شبر ميه
- 2020: حرملك ج2
- 2020: اتنين في الصندوق
- 2021:خلي بالك من زيزي
- 2021:نجيب زاهي زركش
- 2021-2022:قواعد الطلاق ال45 (The 45 Rules of Divorce) مقتبس من Girlfriends' Guide to Divorce
- 2024:العتاولة
- 2024:أشغال شقه
- 2024:سر الهي

### تقديم البرامج
- 2013: البرنامج الكوميدي فلفل شطة

## وصلات خارجية
- نهى عابدين على موقع الدهليز
- نهى عابدين على موقع قاعدة بيانات الأفلام العربية